# درگز
دَرگَز یا دَرِگَز (دره‌گز) از شهرهای استان خراسان رضوی، مرکز شهرستان درگز، در شمال‌شرق ایران در نزدیکی مرز ترکمنستان جای دارد. نام پیشین شهر درگز، محمدآباد ارباب بود. جمعیت این شهر حدود ۳۷ هزار نفر است.
زبان رایج در شهرستان و اکثر مناطق اطراف آن ترکی درگزی با لهجه خاص خود می‌باشد. شهرستان درگز طوایف مختلفی چون ترک خراسان، کرد کرمانج را در خود دارد که هر یک در بین خود به زبان‌های خود گفتگو می‌کنند.
شهر درگز در فاصله ۲۶۵ کیلومتری مشهد و در طول جغرافیایی ۵۹ درجه و شش دقیقه و عرض جغرافیایی ۳۷ درجه و ۲۶ دقیقه واقع است.
درگز که تا تهران ۹۴۳ کیلومتر و تا مشهد ۲۶۵ کیلومتر فاصله دارد از شمال به مرز ایران و ترکمنستان از مشرق و جنوب شرقی به مشهد از جنوب به چناران و از مغرب به قوچان محدود و مختصات آن ۳۷ درجه و ۳۶ دقیقه عرض شمالی و ۵۹ درجه و ۶ دقیقه طول شرقی است.
از اماکن دیدنی این شهر می‌توان به تفرجگاه آب گرم، پارک ملی تندوره، محوطه باستانی بندیان، پلکان نادری، آرامگاه علامه شهرستانی، تفرجگاه چهلمیر، شیلگان دره، تفرجگاه چرلاق و … اشاره کرد.

## تاریخچه
درگز کنونی در سال ۱۳۲۹ ایجاد شد. شهرستان درگز در سال ۱۳۳۵ ضمیمه شهرستان قوچان گردید و مجدداً در سال ۱۳۳۹ به شهرستان درگز تبدیل شد.
شهر درگز پیش از این محمدآباد و محمدآباد ارباب نام داشت.
دربارهٔ بنای شهر محمدآباد، یعنی درگز کنونی، آمده‌است: بیگلرخان، حکمران وقت درگز در دوران محمدشاه قاجار تصمیم می‌گیرد که جنگل و نیستانی را که در روستایی به نام «چَقر وارتیان» بود و مخفی‌گاه ترکمن در هجوم‌های همیشگی به درگز، بسوزاند و به‌جای آن شهری با نقشه امروزی بنا کند تا برای مرکزیت و حکومت‌نشینی نیز مناسب باشد. از این‌رو از محمدشاه قاجار پول و نیروی انسانی درخواست می‌کند. محمدشاه دستور می‌دهد حکمران بجنورد و قوچان و کلات به درگز رفته یاریگر بنای این شهر شوند. در نتیجه با همکاری آن‌ها و یاری اهالی درگز، شهر محمدآباد به سبک و سیاق نقشه عشق‌آباد پی‌ریزی می‌شود و به‌نام محمدشاه قاجار، محمدآباد نام می‌گیرد و پس از بنای کامل شهر، از ساکنان دستگرد نیز به شهر جدید منتقل می‌شوند.

### منطقه در دوران باستان پارسا و کهن
شهر درگز، شهری با سابقه درخشان تاریخی، شهری که قبلاً به نام ابیورد معروف بوده و در تاریخ فرهنگ و تمدن اسلامی به تعدادی از اندیشمندان و بزرگان برخورد می‌کنیم که عنوان ابیوردی را با خود داشته‌اند. شهری که خاوران نام داشته و از مناطق باستانی پارتهای قدیم در خراسان بوده، در ۳ کیلومتری همین شهر آثار و بقایایی موجود است که به پنج هزار سال قبل از میلاد می‌رسد، یعنی سابقه شهرنشینی و مدنی درشهر مو چتذاذ پارسادرگز به حدود هفت هزار سال پیش می‌رسد، یعنی درگز وارث یک تمدن هفت هزار ساله می‌باشد. شهر و ناحیه درگز از دوران پیش از اسلام تاکنون داراگرد، نسیایا، آپاوارتاکن، باورد، ابیورد، اتک، نسایا، نسا، درون، خاوران و دریجز نامیده می‌شده‌است. ناحیه درگز در گذشته یکی از نقاط مهم باستانی پارت و خراسان بود که به موجب قرارداد ننگین آخال ۱۲۶۱ هـ. ش / ۱۸۸۲ م، کناره آباد و تاریخی آن، از تجن تا نزدیکی عشق آباد، از ایران جدا شده و جزء ترکمنستان گردید.
دربارهٔ نامگذاری این شهرستان، تا کنون داوری‌های گوناگونی داده شده‌است. شماری گفته‌اند چون در این ناحیه بیشه و درخت گز زیادی وجود داشته، به «دره گز» سرشناس شده‌است، که این نامگذاری درست نیست. داوری درست‌تر، از سده ۳ پ. م، یعنی زمان اشکانیان است. پس از آن که اشکانیان علیه سلوکیان برخاستند، اشک اول (ارشاک) در نبرد کشته شد، ولی برادرش تیرداد به پیروزی رسید و شهری به نام داراگرد، در پارتیای اصلی بنیاد گذارد. آپاوارتاکن، که بعضی آن را پارتیای اصلی و شماری پارتیای ویژه نوشته‌اند، به ناحیه شمال پارت گفته می‌شود. پیرنیا بر پایه نوشته‌های تاریخ و جغرافی نگاران پیشین، پارت اصلی را کوهستان و دشت کردان در خراسان و اترک و به بیان دیگر بین بیابان مشهد و کویر خوارزم دانسته‌است.
بنابراین نواحی درگز، بجنورد، اسفراین، قوچان، شیروان و کلات در قلمرو پارت اصلی قرار داشته‌است. ایزیدورخارا کسی که در سده ۳ پ. م می‌زیست، محل شهر دارا را در شمال پارت تعیین کرده و به آن «آپاوارتانن» گفته‌اند. ژوستن (سده ۲ پ. م) محل این شهر را در دامنه کوه زاپاتنن و پلین، دانشمند رومی (سده ۱ پ. م) در دامنه کوه آپاوارتن دانسته‌اند. ژوستن، آپاروارتن، کوه ابیورد که در گذشته باورت / بااورت و سپس باورد می‌گفتند، دانسته‌است.
دائرةالمعارف اسلامی، ابیورد را سرزمین نیاکان اشکانی و محل شهر دارا را در آن جا تعیین کرده‌است؛ بنابراین بایستی شهر «دارا» در دامنه کوه‌های درگز قرار داشته باشد. از آن جا که به گفته پلوتارک و تأیید هارولد لمب، نویسنده کتاب قدم به قدم با اسکندر، دارا، آخرین پادشاه هخامنشی در این ناحیه کشته شده‌است، اشکانیان نام پایتخت نخستین خود را «داراگرد» نهاده‌اند. «گرد» در روزگار کهن، به معنای شهر بوده، واژگان سیاوش گرد، پیروزگرد، بروگرد (بروجرد)، بیژن‌گرد (بجنورد)، خسروگرد و… بیانگر نام سازنده و شهر است و داراگرد یعنی شهر دارا نیز روی همین معنا پدید آمده‌است. در روزگار ساسانیان تغییرات زیادی در حد و حدود شهرهای این منطقه صورت می‌گیرد و ابیورد که شامل منطقه وسیعی بوده و تا دامنه کوه‌های درگز گسترده بوده‌است، مرکزیت پیدا می‌کند.
حاکم ابیورد را «بهمنه» می‌نامیدند که به صلح تسلیم مسلمانان شد. پس از تسلط اعراب این سرزمین یکی از پایگاه‌های مهم مسلمانان قرار گرفت. بعضی از محققان این چنین اظهار نظر کرده‌اند که در قلعه داراگرد که در زمان ساسانیان مرکز روحانیون زرتشتی و دارای ضرابخانه بوده‌است، در اواخر قرن اول هجری قمری سکه ضرب شده‌است. حدود منطقه ابیورد در این زمان از سرخس تا نسا گسترده بوده‌است. این سرزمین که در انتهای دشت قراقوم بر سر راه قبایل مختلف مهاجم دشتهای داخلی آسیا در ابتدای اولین خطه جلگه‌های حاصلخیز خراسان قرار گرفته‌است، بنابر موقعیت طبیعی و نظامی از دیر باز محل کشمکش‌ها و زد و خوردهای اقوام مختلف بوده‌است. با سقوط سامانیان دفاع ولایات شمالی ایران در برابر حملات چادرنشین‌ها به سستی گرایید و هجوم صحرانشینان آسیای مرکزی به خراسان فزونی گرفت.
به روزگار سلطان محمود غزنوی ترکمانان (غزان) به منطقه نسا و ابیورد و درگز هجوم آوردند و در این شهرها سکنی گزیدند و ترکی شدن این نواحی آغاز گردید. محققان محلی دوران سلجوقیان و اوایل خوارزمشاهیان را دوره شکوفایی خاوران (ابیورد را از قرن ۴ به بعد خاوران می‌گفتند) نامیده‌اند، محمد شهرستانی، انوری ابیوردی، اسعد مهنه‌ای و … از این سرزمین برخاستند. به همت اینان خاوران یکی از مراکز علمی شد. به روزگار چنگیز، پسرش «تولی» ابیورد را تصرف کرد و به نهب و تاراج اهالی پرداخت و آن شهر زیبا را که در آن عالمی از عمارات موج می‌زد با خاک یکسان نمود و اکثر مردم را از دم تیغ گذراند. البته ابیورد در نهضت‌های شیعه که در اواخر دوران بنی امیه در سراسر خراسان صورت گرفته بود سهمی بزرگ داشته‌است و نیز در قیام‌های علیه حکام عباسی در قرن سوم هجری شرکت جستند. در زمان خلافت هارون ۱۸۵ ق. شخصی به نام ابوالخسیب بر ضد عباسیان و عامل آنان در خراسان قیام کرد و بر ابیورد تسلط پیدا کرد. این شهر با این همه عظمت و بزرگی پس از هجوم مغولان و بعد از او تیمور رونق خود را از دست داد و از اواخر قرن هشتم که شهرها و آبادی‌های این منطقه مورد تجاوز و اشغال ازبکان قرار گرفت دوران قدرت آن شروع گردید.
در اوایل عصر افشاری ساختن مسجد بزرگی در مولود آباد و برخی ساختمان‌ها در شهر نشانی از گسترش و رونق درگز می‌باشد، ولی ویرانی‌هایی که ناشی از تهاجمات اقوام همسایه بود، همراه با عدم توجه حکومت مرکزی و خصوصاً جدایی قسمت آباد و تاریخی آن (با ۹ هزار خانوار جمعیت و ۲۴ شهرک و روستا) که نام ابیورد را نیز با خود دارد، توانائی‌های این شهر را به فراموشی سپرد. اکنون اندک آثار به جا مانده در شهر درگز مربوط به حاشیه باز یکی از دامنه کوه‌های هزار مسجد (درگز فعلی) می‌باشد. در حالیکه آثار تاریخی بی‌نظیری از دوره اشکانیان و دوران اسلامی در آن سوی مرزها قرارگرفته است.
درگز کنونی در سال ۱۳۲۹ تشکیل شد.

## جمعیت
بر پایه سرشماری عمومی نفوس و مسکن در سال ۱۳۹۵ جمعیت این شهر ۳۶٬۷۶۲ نفر (در ۱۱٬۴۴۸ خانوار) بوده‌است.

## موقعیت جغرافیایی

نقشه اقلیمی ایران. درگز در منطقه مدیترانه‌ای با باران بهاره قرار گرفته‌است.

درگز در شمال استان خراسان قرار دارد که بین ۲۹٫۵۸ تا ۳۷٫۵۹ طول جغرافیایی و ۴۳٫۳۷ تا ۵۵٫۳۶ عرض جغرافیایی واقع شده‌است. درگز در فاصله ۱۲۳ کیلومتری شهر قوچان و ۲۵۸ کیلومتری شهر مشهد قرار گرفته‌است. ارتفاع آن از سطح دریا ۴۸۰ متر می‌باشد.

## صنایع دستی

### پوستین‌دوزی
مردم درگز در سال ۱۳۰۰ شمسی قسمت عمده‌ای از احتیاجات خود را از قبیل فروشگاه پوشاک و … را تهیه می‌کردند، در زمستان مردان پوستینی یا قبایی که به آن چوخا می‌گویند از پشم گوسفند و موی بز به صورت یک نوع برک زبر و ضخیم می‌بافتند و به تن می‌پوشاندند. پوستین‌های درگز از حیث پرداخت در خراسان و حتی ایران معروف بوده اما امروز پوستین‌دوزی رونق خود را از دست داده و شاید تعداد کارگاه‌های آن از ۵ مورد تجاوز نکرده باشد.

### قالی‌بافی
این صنعت هنوز در بعضی از روستاها به‌صورت سنتی ادامه دارد و منبع درآمدی برای خانواده‌ها می‌باشد.

## جاذبه‌های گردشگری و تاریخی درگز
جاذبه‌های گردشگری و تاریخی درگز:
- امامزاده سید یوسف

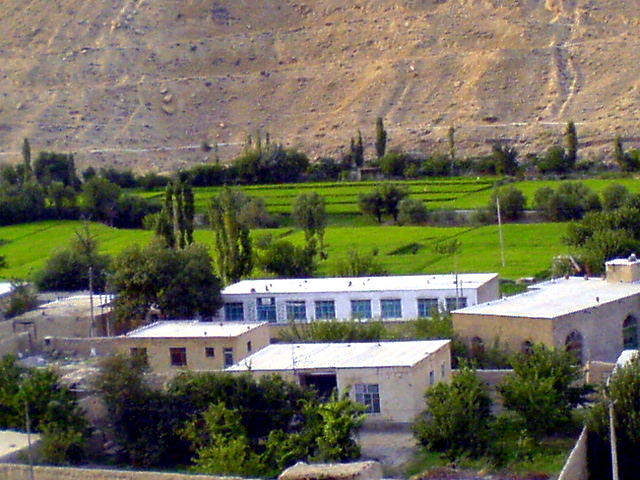
شالیزارهای درونگر درگز

- آرامگاه صید علیخان درگزی که متأسفانه تخریب شده‌است.
- دره پلگرد (پل گرد)
- جنگل پسته پلگرد
- محوطه باستانی بندیان
- آرامگاه علامه شهرستانی
- قرخ قیز
- زیارتگاه علی‌بلاغ
- زیارتگاه شاهزاده احمد (باباغازان)
- پلکان نادری
- بقعه ابوالمعجن
- قدمگاه درگز
- زیارتگاه سید قاضی سلطان
- تفرجگاه چهلمیر
- پارک ملی تندوره
- تفرجگاه چرلاق
- شیلگان دره
- امامزاده محمد دیباج
- تفرجگاه امام قنبر
- تفرجگاه آب گرم

## نگارخانه

پلکان نادری
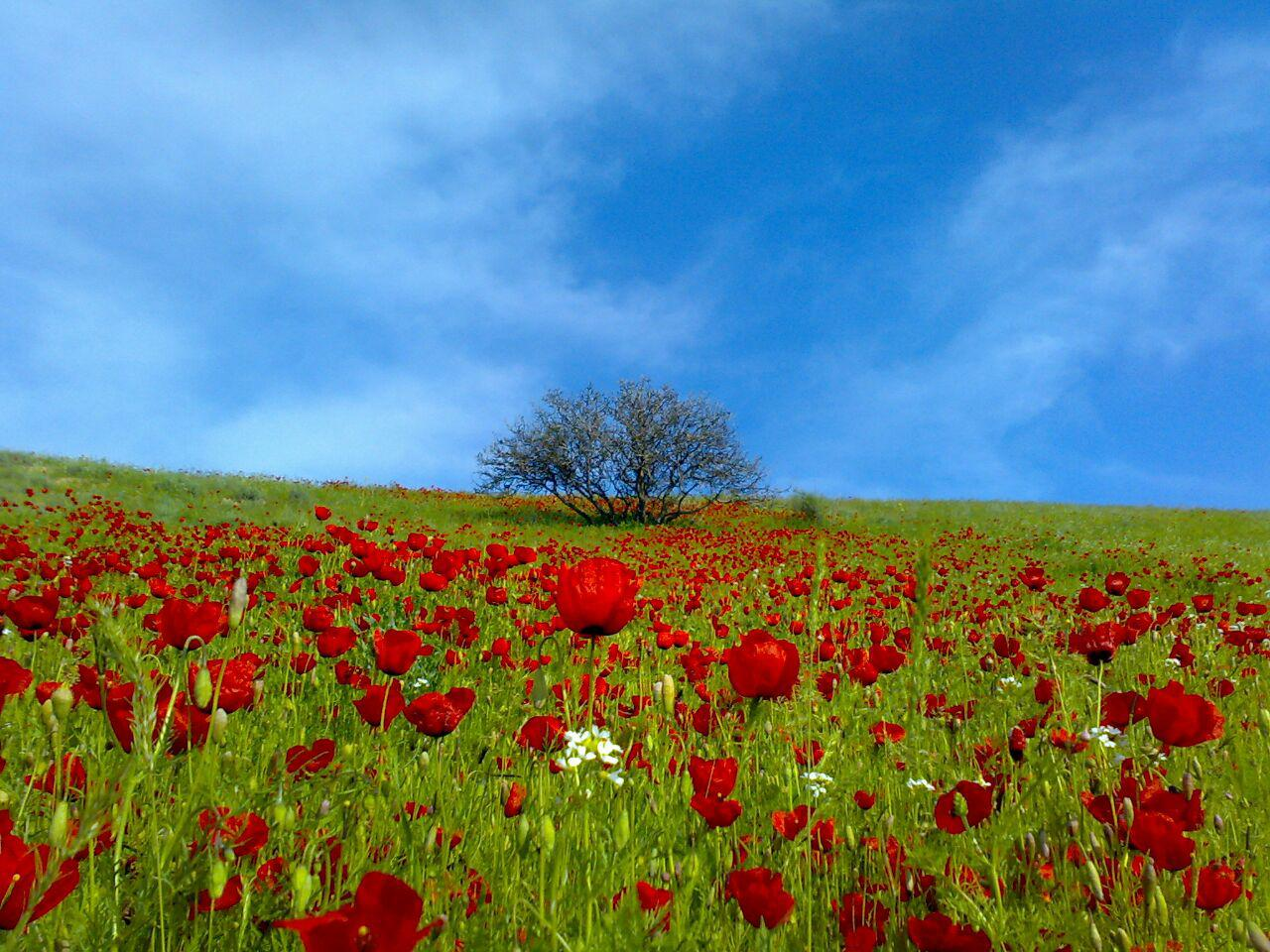
جنگل پسته پلگرد(شقایق‌های بهاری)